# Artículo Ciento Quince
Artículo Ciento Quince är en ort i Mexiko.   Den ligger i kommunen Ensenada och delstaten Baja California, i den nordvästra delen av landet, 2 200 km nordväst om huvudstaden Mexico City. Artículo Ciento Quince ligger 352 meter över havet och antalet invånare är 784.
Terrängen runt Artículo Ciento Quince är huvudsakligen kuperad, men åt sydväst är den platt. Runt Artículo Ciento Quince är det glesbefolkat, med 8 invånare per kvadratkilometer. Närmaste större samhälle är Guadalupe, 5,7 km nordost om Artículo Ciento Quince. Omgivningarna runt Artículo Ciento Quince är i huvudsak ett öppet busklandskap.